# Rafzerfeld

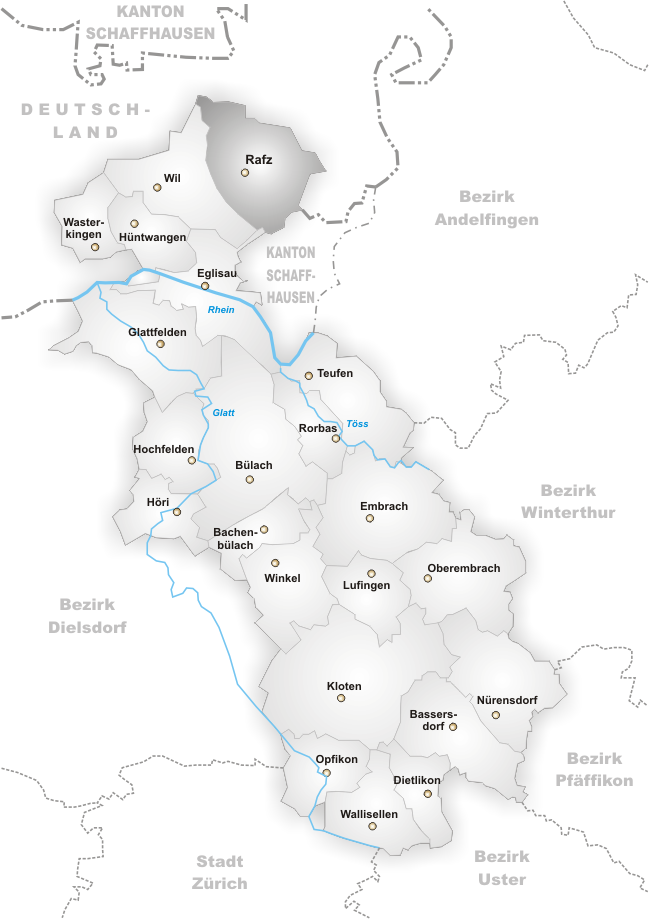
Die fünf Gemeinden des Rafzerfeldes

Das Rafzerfeld ist eine 50 Quadratkilometer grosse, rechtsrheinische Ebene im Norden des Schweizer Kantons Zürich.

## Geschichte
Auf dem vom Bodensee-Thurgletscher aufgeschotterten Rafzerfeld sind zahlreiche archäologische Fundstellen bekannt. Neben Mammutzähnen in den Kiesgruben kamen einige Silexkomplexe und bronze- und eisenzeitliche Grabfunde sowie Einzelfunde – Steinbeile, Münzen, Keramik – zutage. Ihre archäologische Aufarbeitung brachte neue Erkenntnisse zur Siedlungsgeschichte dieser Landschaft, welche die ältesten Fundstellen des Kantons Zürich birgt, die bis 10'000 v. Chr. zurückreichen. Älteste Siedlungsspuren weisen ins Mesolithikum und mittlere Neolithikum (5. Jh. v. Chr.). Fundstellen im benachbarten und deutschen Gebiet liefern interessante Befunde, etwa die Oppida von Altenburg und Rheinau.
Erste archäologische Luftbildflüge brachten 1991 Bewuchs- und Bodenmerkmale ins Visier; Feldbegehungen analysierten fotografische Strukturen und gaben Hinweise auf historische Siedlungs-, Werk- und Lagerplätze, alte Wege, Grenzen und landwirtschaftliche Tätigkeiten. Schon früh waren Lokalforscher an der Arbeit: Abraham Zimmermann (1897–1976), Rafzer Lehrer und Gründer des Ortsmuseums, Autor der Rafzer Chronik 1970 und Ehrenbürger. Er entdeckte über 20 prähistorische Fundstellen im Rafzerfeld und sammelte Tausende Silices: älteste nacheiszeitliche Belege einer Besiedlung des Kantons Zürich.
Im Bauernkrieg wurden am 4. November 1525 im Rafzerfeld mit rund 500 Rittern und bis zu 1300 Fussknechten unter dem Ritter und Hauptmann Christoph Fuchs von Fuchsberg etwa 200 Klettgauer Bauern getötet. Christoph Fuchs von Fuchsberg, war am 2. November 1525 in Fützen angekommen und zog weiter nach Schleitheim mit dem Auftrag, den Klettgauer Bauernhaufen zu vernichten. Die rund 800 Bauern des Klettgauer Haufens unter der Führung von Klaus Wagner aus Grießen sammelten sich am Morgen des 4. November 1525 zum Kampf gegen Fuchs von Fuchsberg im Rafzerfeld. Hans Schweizer, der Landvogt von Eglisau, hatte deshalb die Brücken von Eglisau mit 500 Zürcher Soldaten gesperrt und gesichert. Zusammen mit den Zürcher Ratsherren Rudolf Thumysen, Hans Felix Manz und Konrad Escher beobachtete er im Auftrag der Zürcher Regierung die Schlacht im Rafzerfeld. Nachdem in den ersten Stunden des Gefechts rund 200 Bauern gefallen waren, ergriffen die übrigen die Flucht. Die Rafzerfelder Kirchenfahne wurde dabei zur Beute des Christoph Fuchs von Fuchsberg. Etwa 100 aufständische Bauern verschanzten sich im Laufe des Nachmittags des 4. November 1525 im Friedhof von Grießen. Graf Rudolf V. von Sulz liess die Zürcher Beobachter nach Grießen kommen, mit dem Ziel, die Bauern im ummauerten Friedhof zur kampflosen Aufgabe zu überreden. Der Grund dafür war, dass sich viele Bauern aus dem Rafzerfeld unter den Überlebenden befanden. Die Verhandlungen blieben ergebnislos. Die gefangenen Bauern aus dem Rafzerfeld mussten schließlich wie die Klettgauer Bauern eine Strafe von 6 Gulden an den Grafen von Sulz bezahlen. Christoph Fuchs von Fuchsberg verlangte insbesondere von den Bauern in Wil (ZH) die Zahlung der Busse, da 37 Bauern von dort an der Schlacht beteiligt waren. Die Bauern weigerten sich aber, die Busse zu zahlen.
Das Rafzerfeld und Rafz gelangten 1651 mit den hohen Gerichten an Zürich, da die Grafen von Sulz sich gezwungen sahen, ihre Schulden bei den Zürchern durch Abtretung eines Teils ihrer Landeshoheit im Klettgau abzutragen. Es ist dies ein seltener Fall des Verkaufs von Reichsboden an die Schweiz. 1656 wurde auch der obere Klettgau an die Stadt Schaffhausen verkauft.

## Topografie
Das Gebiet umfasst von West nach Ost die Gemeinden Wasterkingen, Hüntwangen, Wil, Rafz und Eglisau und liegt nördlich des Rheins.

## Geologie
Das Rafzerfeld stellt geologisch den Sander eines grossen Alpengletschers dar, weshalb die abgelagerten Kiesschichten mehrere dutzend Meter mächtig sind. Mehrere Kieswerke bauen diesen Rohstoff ab.

## Natur

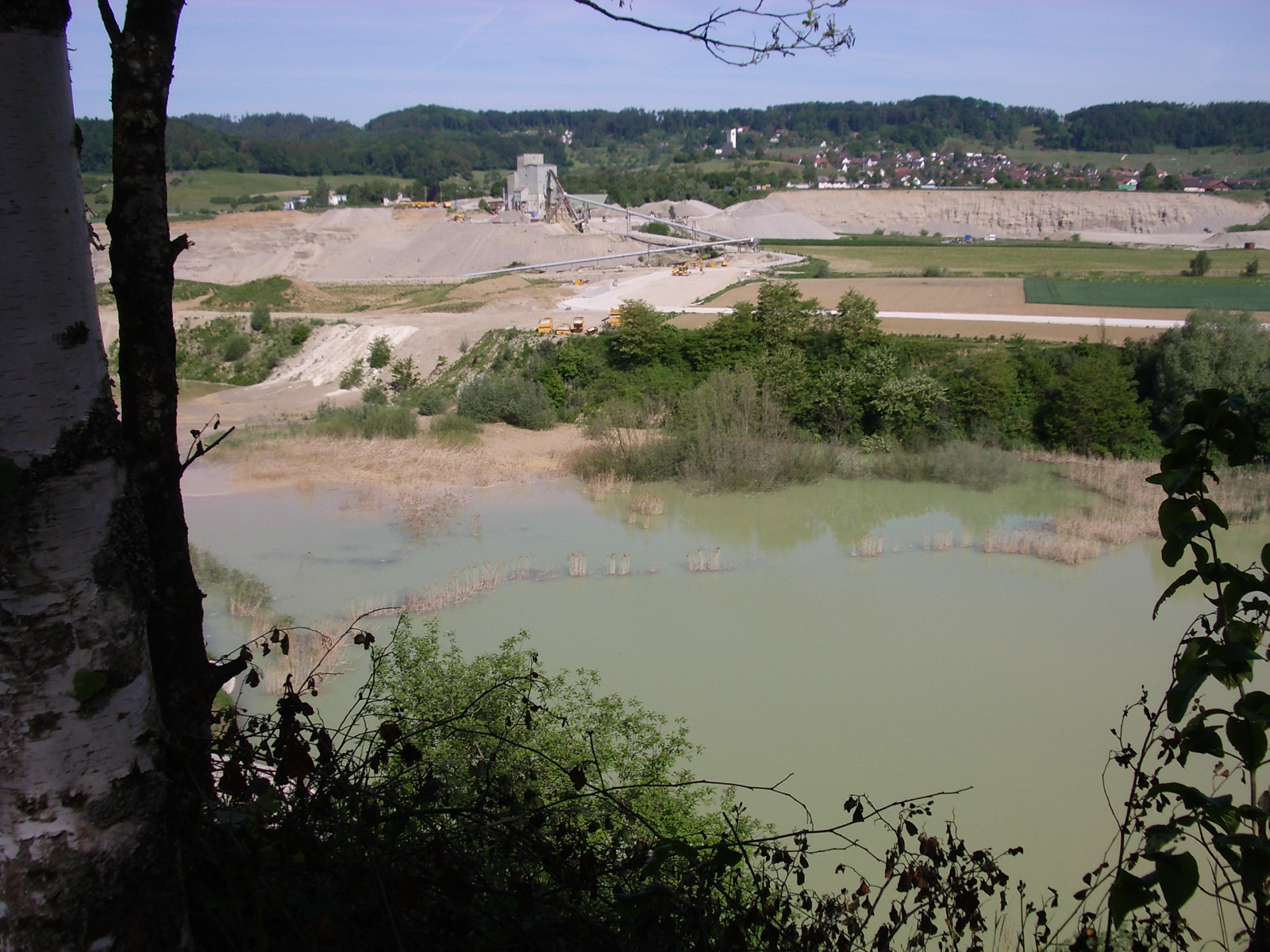
Kiesgrube im Rafzerfeld, im Hintergrund Wil

Im Rafzerfeld gibt es eine Anzahl von Naturschutzprojekten, die die ursprüngliche Artenvielfalt wiederherstellen möchten. Bei diesen Projekten arbeiten Landwirte, Kiesgrubenbesitzer und Naturschutzvereine zusammen. Der 1996 gegründete Verein Natur vom Puur (Natur vom Bauern) initiiert Vernetzungsprojekte, mit denen die Verbreitung und Ansiedlung anspruchsvoller Pflanzen und Tiere mittels ökologischer Ausgleichsflächen, Buntbrachen und speziellem Saatgut gefördert werden sollen.
Im Jahre 2003 hat das Amt für Landschaft und Natur des Kantons Zürich das Vernetzungsprojekt Rafzerfeld genehmigt. Durch die Kiesgewinnung sind neue Lebensräume für Pflanzen und Tiere entstanden. Die Rekultivierung der Kiesgruben ermöglicht, spezielle Biotope mit Mager- und Trockenwiesen oder Kiesflächen einzurichten. Im Rafzerfeld können neben einer vielfältigen Pflanzenwelt die Feldlerche, der Flussregenpfeifer, Uferschwalben, die Goldammer und der Feldhase beobachtet werden.

## Zeitungen
Die Schaffhauser Gratiszeitung Schaffhauser Bock publiziert seit September 2017 eine Lokalausgabe für das Rafzerfeld. Hierfür tauscht sie jeweils auf den ersten vier Seiten Inhalte der Normalausgabe mit solchen aus, die spezifisch das Rafzerfeld sowie den unteren Schaffhauser Kantonsteil betreffen.